# Porter Rockwell

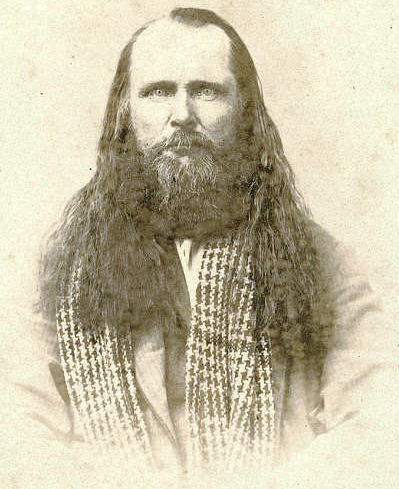
Orrin Porter Rockwell

Orrin Porter Rockwell (* 28. Juni 1813 in Belchertown, Hampshire County, Massachusetts; † 9. Juni 1878 in Salt Lake City, Utah) war ein US-amerikanischer Mormone, Leibwächter und eine Persönlichkeit des Wilden Westens. Er zählte zu den ersten Mitgliedern der Kirche Jesu Christi der Heiligen der Letzten Tage und diente lange Jahre als Leibwächter von Joseph Smith und danach von Brigham Young sowie im United States Marshals Service. Er trug den Spitznamen „zerstörender Engel der Mormonen“.

## Leben
Porter Rockwell war der Sohn von Orin und Sarah Rockwell. Als Teenager freundete er sich mit Joseph Smith an, der zu der Zeit in seiner Nachbarschaft wohnte. Er glaubte den Behauptungen von Joseph Smith und wollte zur Finanzierung des Druckes der ersten Auflage des Buches Mormon beitragen. Zu diesem Zweck verkaufte er im Wald gepflückte Beeren und transportierte Holz in die Stadt. Am 6. April 1830, dem Gründungstag der Kirche Jesu Christi der Heiligen der letzten Tage, zählte er zu den ersten, die sich taufen ließen.
Als exzellenten Schützen berief ihn Joseph Smith zu seinem Leibwächter. Später wurde er beschuldigt, auf Lilburn Boggs, den ehemaligen Gouverneur von Missouri, einen Mordanschlag verübt zu haben, den Boggs überlebte. Anekdotisch wird Joseph Smith zitiert: „Porter kann es nicht gewesen sein, denn Boggs lebt.“ Porter Rockwell wurde aus Mangel an Beweisen freigesprochen.
1849 berief ihn Gouverneur Brigham Young zum Deputy Marshal von Salt Lake City, welches Amt er bis zu seinem Tod innehatte. Porter Rockwell betrieb südlich von Salt Lake City das Hot Springs Hotel, dem eine Brauerei angeschlossen war. Er starb 1878 mit 64 Jahren eines natürlichen Todes.